# Allium vescum
Allium vescum är en amaryllisart som beskrevs 1966 av Per Erland Berg Wendelbo. Allium vescum ingår i släktet lökar och förekommer i västra Iran. Inga underarter finns listade i Catalogue of Life.